# Liste der Kulturdenkmale in Krummbek
In der Liste der Kulturdenkmale in Krummbek sind alle Kulturdenkmale der schleswig-holsteinischen Gemeinde Krummbek (Kreis Plön) und ihrer Ortsteile aufgelistet (Stand: 10. März 2025).

## Legende
In den Spalten befinden sich folgende Informationen:
- Objekt-ID: die Nummer des Kulturdenkmales
- Lage: die Adresse des Kulturdenkmales und die geographischen Koordinaten. Kartenansicht, um Koordinaten zu setzen. In der Kartenansicht sind Kulturdenkmale ohne Koordinaten mit einem roten Marker dargestellt und können in der Karte gesetzt werden. Kulturdenkmale ohne Bild sind mit einem blauen Marker gekennzeichnet, Kulturdenkmale mit Bild mit einem grünen Marker.
- Offizielle Bezeichnung: Bezeichnung des Kulturdenkmales
- Beschreibung: die Beschreibung des Kulturdenkmales
- Bild: ein Bild des Kulturdenkmales

## Sachgesamtheiten
| Objekt-ID | Lage                                       | Offizielle Bezeichnung | Beschreibung | Bild            |
| --------- | ------------------------------------------ | ---------------------- | --- | --------------- |
| 40671     | Im Dorfe 12 (54° 22′ 41″ N, 10° 23′ 56″ O) | Hofanlage Wiese        | Hofanlage Wiese; Ende 19. Jh., 1920er Jahre; in der Ortsmitte gelegenes Ensemble aus älterem Wohnhaus, Remise und Scheune, traufständig zur Straße ausgerichtete Ziegelbauten - Begründung: geschichtlich, städtebaulich, Kulturlandschaft prägend - Schutzumfang: Wohnhaus, Remise, Scheune | Fotos hochladen |
| 52222     | Ratjendorf 2 (54° 22′ 8″ N, 10° 23′ 30″ O) | Hof Röge               | Hof Vöge; 1796, 1884, 1923; Ensemble in Ratjendorf aus Wohnhaus, Nebengebäude und Einfriedung - Begründung: geschichtlich, städtebaulich, Kulturlandschaft prägend - Schutzumfang: Wohnhaus, Nebengebäude, Einfriedung, Hofpflasterung                                                       | BW              |

## Bauliche Anlagen
| Objekt-ID | Lage                                       | Offizielle Bezeichnung | Beschreibung | Bild            |
| --------- | ------------------------------------------ | ---------------------- | --- | --------------- |
| 40672     | Im Dorfe 12 (54° 22′ 41″ N, 10° 23′ 58″ O) | Wohnhaus               | Wohnhaus; Ende 19. Jh.; eingeschossiger, traufständiger Backsteinbau über hohem Bruchsteinsockel mit breiten Zwerchgiebeln und Schopfwalmdach - Begründung: geschichtlich, städtebaulich - Schutzumfang: gesamtes Objekt - Denkmaltyp: Bauliche Anlage, Sachgesamtheit: Hofanlage Wiese | BW              |
| 4577      | Ratjendorf 2 (54° 22′ 8″ N, 10° 23′ 29″ O) | Wohnhaus               | Wohnhaus; 1796, 1884; giebelständiges Probsteier Bauernhaus mit Satteldach, repräsentative Giebelfront und Seiten massiv, Eingangsvorhalle - Begründung: geschichtlich, städtebaulich - Schutzumfang: gesamtes Objekt - Denkmaltyp: Bauliche Anlage, Sachgesamtheit: Hof Vöge           | Fotos hochladen |

## Quelle
- Liste der Kulturdenkmale in Schleswig-Holstein – Kreis Plön (PDF)

- Karte mit allen Koordinaten:
- OSM |
- WikiMap